# Pseudognaphalium chartaceum
La gordolobo (Pseudognaphalium chartaceum) es una especie de plantas de la familia de las asteráceas.

## Descripción
Es una hierba que alcanza un tamaño de hasta 1 m de altura, con tallos de apariencia aterciopelada, y muy aromáticos. Las hojas son alargadas, se sienten ásperas en el anverso y en el reverso aterciopeladas. Las flores se ven de color café en las puntas y están en unas capitulescencias.

## Distribución y hábitat
Se distribuye por México, donde habita en clima templado entre los 2550 y los 3900 m s. n. m. Asociada a bosques de encino y de pino.

## Propiedades
El principal uso medicinal que se hace de esta planta, en el centro del país, es contra la tos. Se emplea toda la planta preparada en infusión junto con mercadela, se toma caliente.
El cocimiento solo de la planta, suele ser usado para lavar heridas.

## Taxonomía
Pseudognaphalium chartaceum fue descrita por (Greenm.) Anderb.  y publicado en Opera Bot. 104: 147. 1991.
Etimología
Pseudognaphalium: nombre genérico que viene de la palabra griega "gnaphalon" y significa "mechón de lana" en alusión al aspecto lanudo de estas plantas y del prefijo latíno que significa "falso", catalogándolo como falso Gnaphalium.
chartaceum: epíteto latíno que significa "como de papel"
Sinonimia
- Gnaphalium bourgovii A.Gray[5]